# Maglownica: Odrodzenie
Maglownica: Odrodzenie (ang. The Mangler Reborn) – filmowy horror z 2005 roku, wydany na rynku video/DVD. Jest to trzecia, ostatnia część serii o opętanych maglownicach (dwie pozostałe to Maglownica w reżyserii Tobe'a Hoopera z 1995 roku oraz Maglownica 2 z 2001).

## Obsada
- Aimee Brooks jako Jamie
- Weston Blakesley jako Hadley
- Reggie Bannister jako Rick
- Juliana Dever jako Louise Watson
- Sarah Lilly jako Beatrice Watson
- Scott Speiser jako Mike
- Renee Dorian jako Gwen Wallach
- Rhett Giles jako Sean
- Jeff Burr jako mężczyzna pracujący w nieruchomościach